# 圣若米尔
圣若米尔是葡萄牙布拉干萨区的一个堂区。总面积7.96平方公里，总人口62人，人口密度7.8人/平方公里。